# Relaciones México-Zambia
Las naciones de México y Zambia establecieron relaciones diplomáticas en 1975. Ambas naciones son miembros de las Naciones Unidas.

## Historia

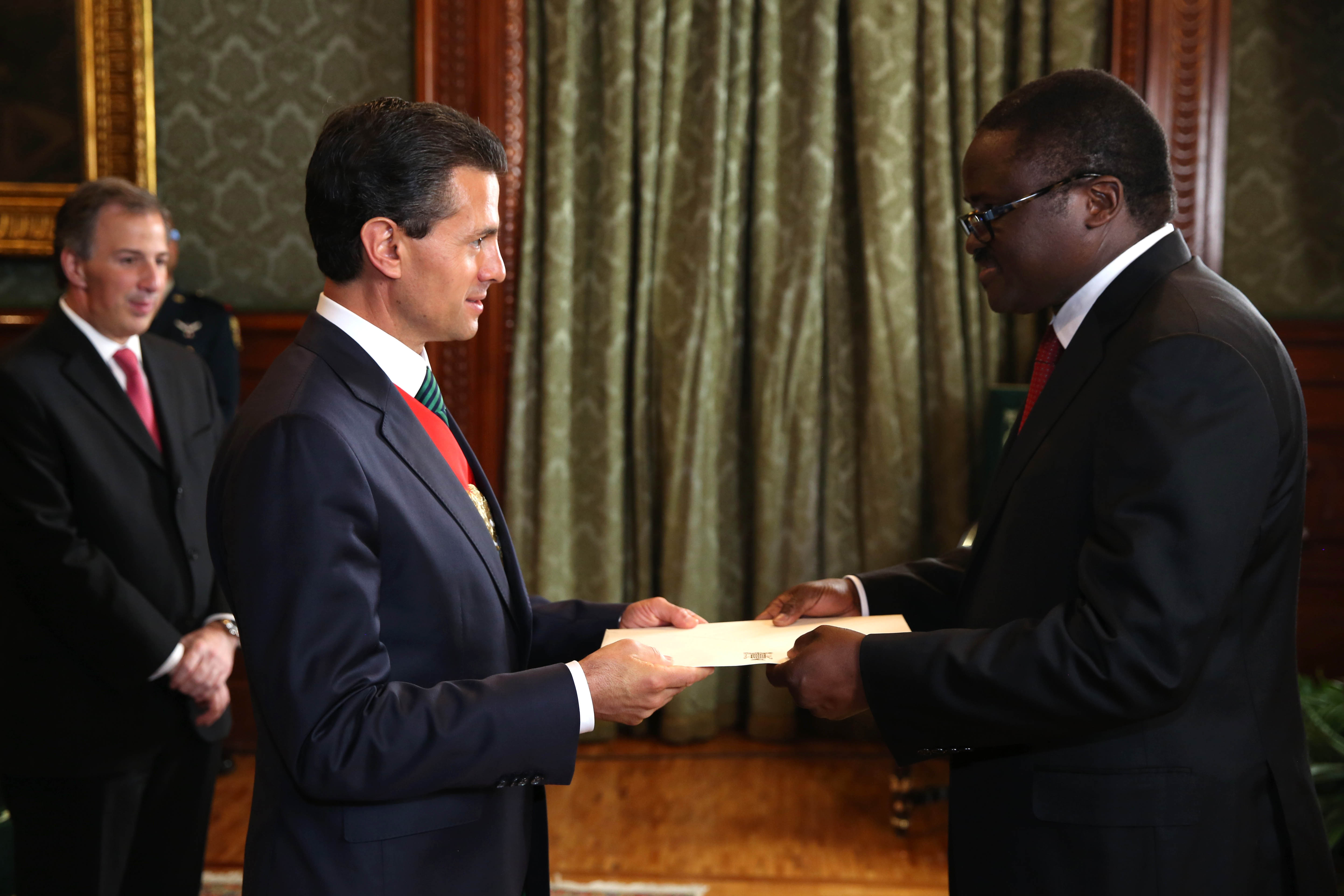
El embajador de Zambia no-residente, Palan Mulonda, con el presidente mexicano Enrique Peña Nieto en la Ciudad de México, junio de 2015.

México y Zambia establecieron relaciones diplomáticas el 15 de octubre de 1975. Los vínculos se han desarrollado principalmente en el marco de foros multilaterales. 
En noviembre de 2010, el gobierno de Zambia envió una delegación de 41 miembros para asistir a la Conferencia de las Naciones Unidas sobre el Cambio Climático de 2010 en Cancún, México.
En abril de 2014, Zambia participó con una delegación encabezada por Kasonde Henry Mwila en la Primera Reunión de Alto Nivel de la Alianza Global para la Cooperación Eficaz al Desarrollo, que tuvo lugar en la Ciudad de México.
En mayo de 2013, el subsecretario de Comercio Exterior de la Secretaría de Economía, Dr. Francisco de Rosenzweig, y el embajador de México en Etiopía, Juan Alfredo Miranda Ortiz; visitaron Zambia con el fin de promover la candidatura del Dr. Herminio Blanco a la Dirección General de la OMC.

## Misiones Diplomáticas
- México está acreditado ante Zambia a través de su embajada en Pretoria, Sudáfrica.[4]
- Zambia está acreditado ante México a través de su embajada en Washington D. C., Estados Unidos.[5]